# Torre del Reloj de la Secundaria China
La Torre del Reloj de la Secundaria China (en inglés: The Chinese High School Clock Tower Building literalmente "Edificio de la Torre del Reloj de la Escuela Secundaria China") se encuentra en Singapur en lo que hoy es el campus del Instituto Hwa Chong integrado tras la fusión de la Escuela Secundaria china con el Hwa Chong Junior College el 1 de enero de 2005. Levantándose a unos 31 metros de altura sobre una pequeña loma en la que partes del campus fue construido, se terminó en 1925, algunos años después de que la escuela secundaria china abrió sus puertas en 1919, y sirvió como un hito imponente para el área de Bukit Timah donde está rodeada de urbanizaciones privadas de relativamente poca altura. Fue utilizada en algunas tácticas militares durante la Guerra del Pacífico en la Segunda Guerra Mundial.